# Christian Lange (Numismatiker)
Christian Lange (vollständiger Name: Hans Christian Lange)  (* 31. Mai 1845 in Eckernförde; † 22. Dezember 1914 in Berlin) war ein Ingenieur und Numismatiker.

## Leben
Lange stammte aus einer Eckernförder Familie von Reedern und Kaufleuten. Sein Vater Diederich Lange (1819–1870) wurde Senator in Eckernförde und spielte in der schleswig-holsteinischen Erhebung eine wichtige Rolle in Eckernförde. 1844 heiratete er Emmi Henriette Spethmann (1822–1901), aus der Ehe gingen sechs Kinder hervor.
Christian Lange besuchte die Kieler Gelehrtenschule und absolvierte anschließend eine Ausbildung bei der Maschinenfabrik von Schweffel und Howaldt in Kiel. Von 1866 bis 1868 studierte er am Großherzoglichen Polytechnikum in Karlsruhe Ingenieurwesen. 1869 bis 1870 studierte er an der Königlichen Gewerbeakademie in Berlin, in der Zwischenzeit leistete er seinen Wehrdienst ab. 1870/71 nahm er am Deutsch-Französischen Krieg teil.
1871 zog Lange nach Berlin, 1877 gründete er zusammen mit dem Kaufmann Albert Ludewig die Waggon-Leihanstalt Ludewig & Lange. 1883 heiratete er die Kaufmannstochter Gertrud Emilie Meinhold (1859–1904). Aus der Ehe gingen ein Sohn und eine Tochter hervor.
Neben seinem Beruf sammelte Lange Münzen und Medaillen und baute drei umfangreiche Sammlungen auf: schleswig-holsteinischen Münzen und Medaillen, Medaillen von Brandenburg-Preußen und eine Querschnitt-Sammlung mit den Schwerpunkten Hamburg, Lübeck, Braunschweig und Sachsen. Zum Aufbau seiner Sammlungen unternahm er zahlreiche Reisen, wobei er für seine Sammlungen auch zahlreiche Galvanos aus verschiedenen europäischen Sammlungen als Kopien anfertigen ließ, wenn er keine Originale selbst erwerben konnte.
Sein numismatisches Hauptwerk war ein zweibändiger Katalog seiner Sammlung von schleswig-holsteinischen Münzen und Medaillen, der von 1908 bis 1912 erschien. Diese Sammlung schenkte Lange bis 1911 der Schleswig-Holsteinischen Landesbibliothek in Kiel. Sie bildet mit 1284 Münzen und 1151 Medaillen den bis heute wichtigsten Teil des numismatischen Bestands der Bibliothek.
Lange ließ auch selbst Medaillen prägen, so zum Beispiel 1902 auf das 25-jährige Jubiläum seiner Firma, 1904 auf den 60. Jahrestag der Hochzeit seiner Eltern oder 1905 posthum auf seine Ehefrau.
Neben der Numismatik galt sein privates Interesse dem Segelsport.

## Veröffentlichungen
- Nachrichten über die schleswig-holsteinisch-gottorpischen Münzstätten und deren Beamte II. In: Berliner Münzblätter, Neue Folge, Jg. 27 (1906), Nr. 50, S. 289–295.
- Chr. Lange’s Sammlung schleswig-holsteinischer Münzen und Medaillen, 2 Bde., Bahlke, Berlin
  - Bd. 1: Schauenburgische Herzöge und Grafen vor 1460. Das Oldenburgische Fürstenhaus, 1908.
  - Bd. 2: Herzogliche Linie Fortsetzung. Schauenburgische Grafen, Adelsgeschlecht Rantzau, Medaillen, 1912.
- Justus Richter (Hrsg.): Gesammelte Aufsätze zur schleswig-holsteinischen Numismatik: eine Zusammenstellung der 1906–1914 in den Berliner Münzblättern veröffentlichten Miszellen. Kiel 2011.